# Konstantin Czernienko
Konstantin Ustinowicz Czernienko (ros. Константин Устинович Черненко, ur. 11 września?/24 września 1911 we wsi Bolszaja Tieś, zm. 10 marca 1985 w Moskwie) – radziecki działacz partyjny i państwowy, wieloletni członek naczelnych władz KPZR oraz, przez nieco ponad rok (1984–1985), faktyczny przywódca i tytularna głowa państwa Związku Radzieckiego.
Był najkrócej rządzącym radzieckim przywódcą, rządził łącznie 391 dni (Jurij Andropow i Gieorgij Malenkow rządzili nieco dłużej, kolejno: 454 dni, 705 dni). Był też najstarszym w momencie obejmowania steru rządów (objął urząd w wieku 72 lat). Czernienko uznawany był za członka „partyjnego betonu”, czyli breżniewowskiego skrzydła partii, które z niechęcią odnosiło się do wszelkich prób zreformowania ZSRR. Przyjmuje się, że jego niezdolność do sprawowania rządów doprowadziła do postępującego rozkładu państwa i przyspieszyła rozpad ZSRR.

## Młodość i kariera
Pochodzący z Syberii Konstantin Czernienko w 1931 roku wstąpił w szeregi Komsomołu. Po krótkiej służbie w wojsku na granicy z Chinami zaczął karierę działacza partyjnego i państwowego. Przez dość długi czas, w porównaniu np. z Andropowem, pracował na prowincji, zanim, w 1960 roku, został wezwany do Moskwy i  sześć lat później – promowany przez Breżniewa, którego został protegowanym – na kandydata do Komitetu Centralnego KPZR, którego pełnoprawnym członkiem został w wieku 60 lat (1971). Do Politbiura wszedł w listopadzie 1978.

## Niedoszły spadkobierca Breżniewa
Wiele elementów, w tym KGB i znaczna część Armii Radzieckiej, była niezadowolona z rządów Breżniewa, zwłaszcza z końcowego okresu. Czernienko, jego bliski współpracownik i protegowany, był początkowo uznawany za pewnego następcę, ale szybko zaczęła się walka o władzę, z której zwycięsko wyszedł Jurij Andropow, były przewodniczący KGB, który podjął pierwsze próby reform systemu radzieckiego. Czernienko zachował mocną pozycję w partii i rychło stał się rzecznikiem antyreformistycznego skrzydła.

## Na czele

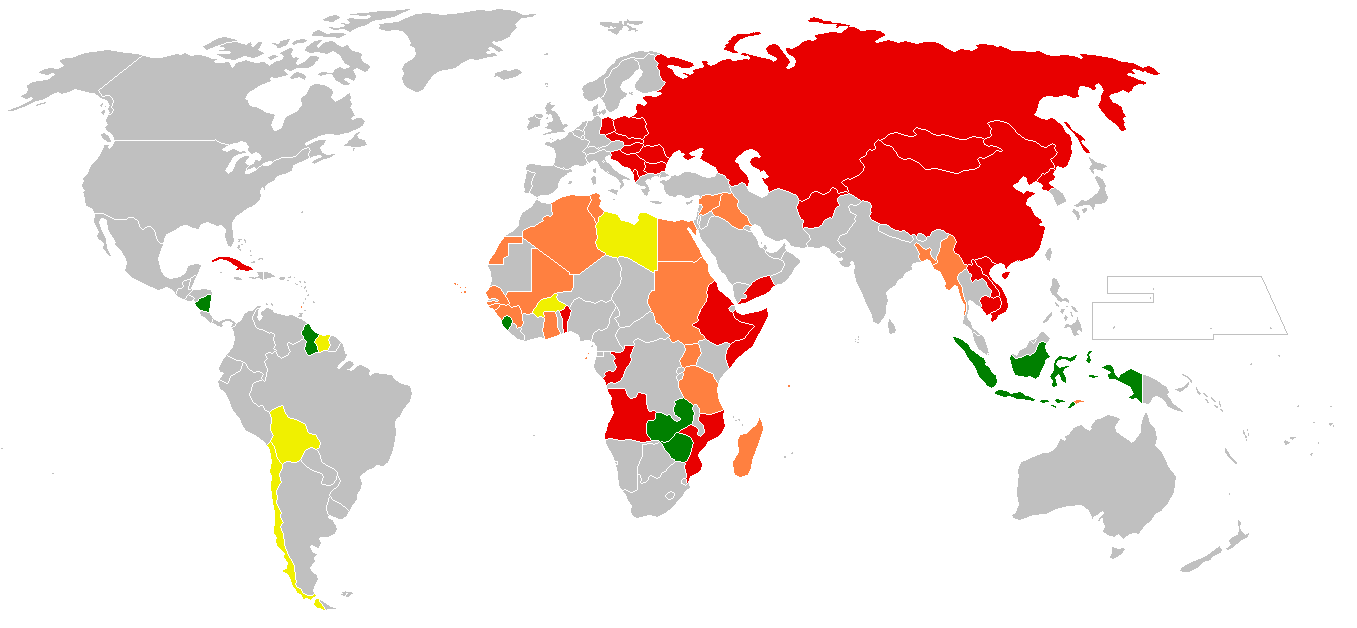
Mapa zimnej wojny krajów socjalistycznych i komunistycznych za rządów Czernienki

Kiedy w lutym 1984 roku Andropow zmarł, jego z kolei następcą wydawał się Michaił Gorbaczow, jednakże konserwatywne skrzydło, przestraszone wizją kontynuowania reform rozpoczętych przez Andropowa, zjednoczyło siły i wysunęło kandydaturę, jednomyślnie przyjętą. Niedługo potem, bo 11 kwietnia, Czernienko został Przewodniczącym Prezydium Rady Najwyższej. Nowo wybrany przywódca był już jednak wówczas nie tylko podeszły wiekiem, ale i poważnie schorowany.
Krótkie rządy Czernienki charakteryzowały się hamowaniem reform (choć paradoksalnie Gorbaczow pozostał jego bliskim współpracownikiem). Czernienko doprowadził do przywrócenia jako członka KPZR Wiaczesława Mołotowa, rozpatrywał także podobne rozwiązanie w odniesieniu do innych żyjących członków tzw. grupy antypartyjnej: Gieorgija Malenkowa i Łazara Kaganowicza. Opowiadał się też m.in. za polityczną rehabilitacją Józefa Stalina, ale nie zdążył tego przeprowadzić, zmarł bowiem w marcu 1985 roku, po równo 13 miesiącach rządów. Jego następcą został Gorbaczow, który, mimo bliskiej z nim współpracy, był z przekonania reformistą i „człowiekiem Andropowa”.
W związku ze śmiercią Czernienki w Związku Radzieckim ogłoszono żałobę narodową w dniach 11–13 marca. Trzydniową żałobę narodową ogłosiły Indie, Brazylia, Irak, Syria i Nikaragua, dwudniową żałobę ogłoszono w Pakistanie, a jednodniową Niemiecka Republika Demokratyczna i Czechosłowacja. Czernienko został pochowany na cmentarzu pod murami Kremla w Moskwie. W pogrzebie na Placu Czerwonym brały udział delegacje z całego świata. Przybyli m.in. przywódcy PRL – Wojciech Jaruzelski, NRD – Erich Honecker, Bułgarii – Todor Żiwkow, Czechosłowacji – Gustáv Husák, Rumunii – Nicolae Ceaușescu, Węgier János Kádár, Mongolii – Dżambyn Batmönch, premier Wielkiej Brytanii Margaret Thatcher, premier Indii Rajiv Gandhi, wiceprezydent Stanów Zjednoczonych George Bush, kanclerz Niemiec Helmut Kohl, prezydent Francji François Mitterand, prezydent Malty Agatha Barbara, pierwsza dama Filipin Imelda Marcos, prezydent Austrii Rudolf Kirchschläger, przewodniczący Organizacji Wyzwolenia Palestyny Jasir Arafat, prezydent Angoli José Eduardo dos Santos i kilkadziesiąt innych głów państw i szefów rządów.

## Odznaczenia i nagrody
- Medal „Sierp i Młot” Bohatera Pracy Socjalistycznej – trzykrotnie (1978, 1981, 1984)
- Order Lenina – czterokrotnie
- Order Czerwonego Sztandaru Pracy – trzykrotnie
- Medal „Za ofiarną pracę w Wielkiej Wojnie Ojczyźnianej 1941–1945”
- Nagroda Leninowska
- Order Georgi Dimitrowa (Bułgaria)
- Order Klementa Gottwalda (ČSSR)
- Order Karla Marksa (NRD)

## Literatura przedmiotu
- Historia władzy w Związku Radzieckim. 1945–1991, Wydawnictwo Naukowe PWN, 2011, ISBN 978-83-01-16721-9, s. 446–449.